# SPOPS
『SPOPS』（スポップス）は、1980年代から1993年3月までテレビ神奈川（TVKテレビ）で放送されていた音楽番組。
『SPOPS』は、「sports」＋「pops」の意味の造語。1984年10月からステレオ放送になった。

## 概要
1980年代の当時ではまだ珍しかったアメリカンスポーツやモータースポーツの映像に、洋楽ヒット曲を合わせてかけるという内容。丸井の一社提供番組でもあった。
音楽（楽曲）と映像の上からV.J.（ビデオジョッキー）と称されたしゃべりが入り、FMラジオのテイストを取り入れた構成であった。当時、サーフィンやウィンドサーフィンの多くの大会に丸井が冠スポンサーとして提供していたためサーフィン映像が多く、当時の世界ツアーの情報が紹介されていた。また、この番組はテレビ神奈川（TVK）の音声多重試験番組としても制作され、ステレオ放送第1号の番組でもあった。

## 放送時間
月 - 金曜日　21:50 - 21:55

## ビデオジョッキー
- 川村龍一
- ジョー今城
- 中村真理

## テレビ神奈川以外での放送状況
- 新潟テレビ21 - 不定期放送
- テレビ静岡 - 日曜日午前11:50 - 11:55…週1回のみ放送。スポンサーは丸井ではなくPTであった。後に同枠でキー局であるフジテレビ制作の「Roland サウンドスポーツ」がスタートしたため、打ち切られている。